# Bikenibeu
Bikenibeu is de grootste plaats op het eiland Bonriki, het grootste eiland van het atol Tarawa, dat deel uitmaakt het Oceanische land Kiribati. Bikenibeu ligt op minder dan 1 m hoogte. Met 6.170 inwoners (volkstelling 2005) is het de tweede stad van het land.

## Transport

### Lucht
Nabij Bikenibeu ligt Kiribati's grootste internationale luchthaven, Bonriki International Airport, met twee buitenlandse (Fiji en Nauru) en zeven binnenlandse (alle zeven in de Gilberteilanden) directe verbindingen. Het vliegveld is tijdens de Tweede Wereldoorlog aangelegd door de Amerikanen. 